# Edward Reicher
Edward Reicher (né en 1900 à Łódź, Pologne et mort en 1975) est un médecin dermatologiste, témoin de la Shoah en Pologne.

## Biographie
Edward Reicher, naît en 1900 dans une famille juive opulente qui a construit sa propre synagogue à Łódź. Diplômé médecin de l’Université de Varsovie, il se spécialise en dermatologie à Paris et à Vienne (Autriche). Il exerce d’abord dans le cadre d’une œuvre de bienfaisance juive, ce qui lui permet d’asseoir sa réputation et lui fait rencontrer, en tant que spécialiste des maladies sexuellement transmissibles, Chaim Rumkowski, directeur d’un orphelinat dont de nombreuses pensionnaires sont mystérieusement atteintes de blennorrhagie. Présumant que l’infection est transmise par leurs mères, il évite d’ébruiter l’affaire, au grand bonheur de Rumkowski dont il note toutefois l’intérêt particulier pour les enfants.
Marié à Pola, issue comme lui d’une famille juive aisée, et père d’une petite Elizabeth, il est surpris par l’éclatement de la Seconde Guerre mondiale. Volontaire à l’hôpital militaire de Łódź, il est, après la défaite, sommairement interné dans un camp improvisé à Źyrardow. Libéré au bout de quelques jours, non sans avoir été délesté d’une partie de ses biens, il rentre à son domicile, et soigne Anthony “Toni” Schmidt d’une dermatite prurigineuse. Le militaire sudète, si différent des brutes hitlériennes qui persécutent les Juifs, n’est d’ailleurs pas indifférent aux charmes de la belle-sœur du bon docteur. Entre vexations, punitions, spoliations, exécutions et humiliations, il choisit, contrairement à ses frères, de rester auprès de son père souffrant. La fuite n’est bientôt plus une option et les Juifs sont astreints au quartier le plus misérable de la ville, Bałuty, qui devient le ghetto de Litzmannstadt, administré par l’ancien directeur de l’orphelinat. Ayant constaté les exactions de Rumkowski, il parvient à sortir du ghetto pour celui de Varsovie. Affecté au service de santé, il constate la mort et la maladie omniprésente, échappe de peu à la déportation à plusieurs reprises, constate le rétrécissement progressif du ghetto et s’aménage une cachette sur les toits, adjacente aux quartiers de Hermann Höfle, responsable local de l’opération Reinhard qu’il est d’ailleurs amené à traiter pour une affection du cuir chevelu — il produira ce fait après la guerre, permettant de confondre le nazi.
Un premier manuscrit est détruit dans l’insurrection du ghetto de Varsovie et sera reconstitué de mémoire en Allemagne où le docteur Reich s’est installé. Il sera cependant inédit à sa mort, et ne sera publié qu’en 1990, traduit du polonais en français par sa fille Elisabeth Reicher-Bizouard, et Jacques Greif, lui-même médecin et survivant du camp d’Auschwitz.

## Œuvres
- (pl) Edward Reicher: W ostrym swietle dnia, dziennik zydowskiego lekarza, Libra Books, 1989
- (fr) Edward Reicher: Une vie de Juif. Souvenirs d'un médecin juif polonais, 1939-1945[6], Paris: Lieu Commun, 1990  (ISBN 2867051401); reédition: Une vie de Juif. L'Odyssée d'un médecin juif en Pologne 1939-1945. L'Harmattan, 1996[7]
- (en) Edward Reicher. Country of Ash: A Jewish Doctor in Poland, 1939-1945. Magda Bogin (Translator), Elisabeth Bizouard-Reicher (Introduction). Bellevue Literary Press, 2013.  (ISBN 9781934137451)